# Mycosphaerella
Mycosphaerella là một chi Ascomycetes trong họ Mycosphaerellaceae.
Đây là loài gây hại của các cây trong chi Eucalyptus, phát triển phổ biến ở Uruguay.